# Laerne
Laerne (en néerlandais Laarne) est une commune néerlandophone de Belgique située en Région flamande, dans la province de Flandre-Orientale.

## Étymologie
Le nom de Laerne dérive du vieux flamand lare ou laer, « terrain inculte ou champ ouvert ».

## Sections de la commune
| # | Section | Superf. (km²) | Habitants (2020) | Habitants par km² | Code INS |
| - | ------- | ------------- | ---------------- | ----------------- | -------- |
| 1 | Laarne  | 15,98         | 6.588            | 412               | 42010A   |
| 2 | Kalken  | 16,60         | 5.766            | 347               | 42010B   |

## Héraldique
|  | La commune possède des armoiries qui lui ont été octroyées le 15 février 1868 et à nouveau le 1er juillet 1985. Elles sont basées sur un sceau de 1776 de la baronnie de Laarne. Les couleurs des armoiries sur le sceau n'étaient pas connues et ont été extraites des armoiries de la famille Van Laarne, même si cette famille n'a peut-être jamais été en possession du village. Leurs armoiries sont connues dès le XIVe siècle et sont identiques aux armoiries du sceau, un lion à la bordure. La couronne et les supports sont ceux de Gerard van Vilsteren qui devint le premier baron de Laarne en 1673. Blasonnement : D'or au lion de gueules, à la bordure de sable. L'écu timbré d'une couronne baronniale des Pays-Bas autrichien et soutenu par deux lions d'or. Source du blasonnement : Heraldy of the World. |

## Démographie

### Évolution démographique: Avant la fusion des communes
- Sources : INS, Rem. : 1831 jusqu'en 1970 = recensements, 1976 = nombre d'habitants au 31 décembre[4].

### Évolution démographique de la commune fusionnée
Graphe de l'évolution de la population de la commune. Les données ci-après intègrent les anciennes communes dans les données avant la fusion en 1977.
- Source : DGS - Remarque: 1831 jusqu'à 1981=recensement; depuis 1990=nombre d'habitants chaque 1er janvier[5]

## Lieux et monuments

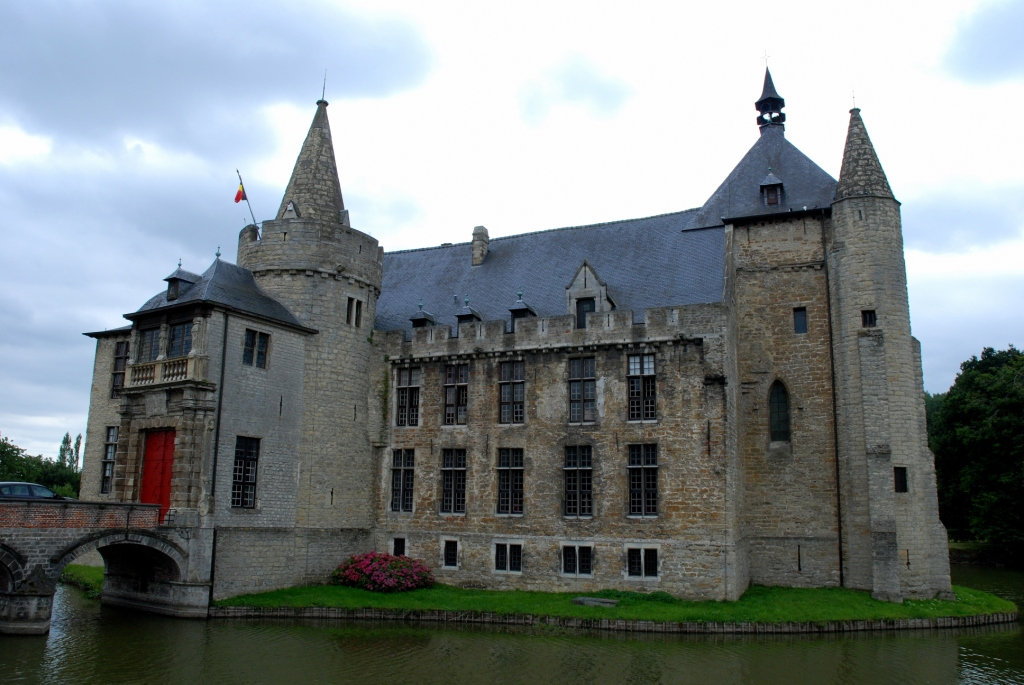
Le château de Laerne

Le château de Laerne a été édifié au XIIe siècle pour servir à la défense de Gand, il fut modifié au XVIIe siècle.

## Tourisme
Le sentier de grande randonnée 122 traverse le territoire de la localité.